# Марсель (парус)

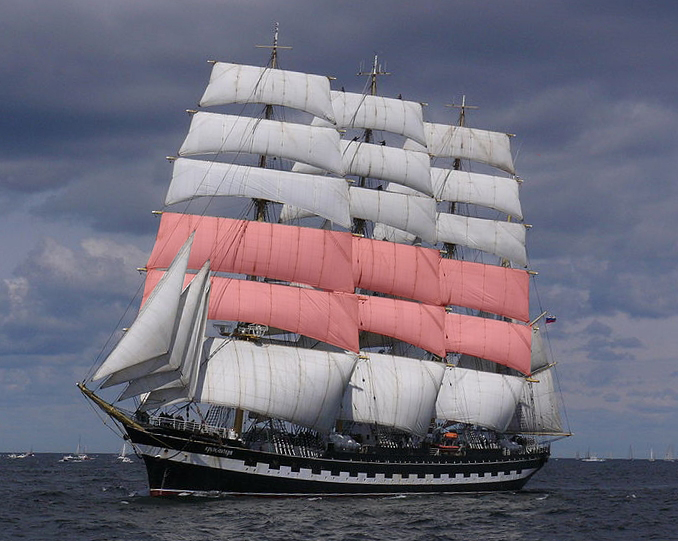
Разрезные марсели барка «Крузенштерн» (выделены красным). Следует отметить, что у барка нет крюйс-марселей, так как его бизань-мачта не несёт прямых парусов. В данном случае мы видим фор-марсели на фок-мачте и грот-марсели на первой и второй грот-мачтах)

Ма́рсель (нидерл. marszeil) — прямой парус, ставящийся на марса-рее под брамселем. В зависимости от принадлежности к той или иной мачте его называют: на фок-мачте — «фор-марсель», на грот-мачте — «грот-марсель» и на бизань-мачте — «крюйс-марсель».
Слово «марса-» прибавляют к наименованию рангоута, такелажа и парусов, имеющих отношение к марселю.
Марса-лисель — дополнительный парус, который ставят сбоку от марселя при лёгких ветрах.
На больших современных парусных судах конструкцией могут быть предусмотрены 2 марселя — верхний и нижний.

## Расположение марселей
| Расположение неразрезных марселей               | Расположение разрезных марселей |
|                                                 | |
| 1. крюйс-марсель 2. грот-марсель 3. фор-марсель | 1. нижний крюйс-марсель 2. верхний крюйс-марсель 3. нижний грот-марсель 4. верхний грот-марсель 5. нижний фор-марсель 6. верхний фор-марсель |